# Segundo ataque nuclear
En la estrategia nuclear, la capacidad de un segundo ataque (en inglés second-strike capability) indica la capacidad de un país para responder a un ataque nuclear dirigiendo la represalia nuclear al atacante. La posesión de esta capacidad (y la facultad de convencer al oponente de su implementación) se considera fundamental para implementar la llamada estrategia de disuasión nuclear, de lo contrario, de hecho, el oponente podría intentar ganar una guerra nuclear desatando un primer ataque masivo contra las armas nucleares del atacante.

## Teoría
En teoría, la posesión de un Estado de la posibilidad de realizar un segundo ataque disminuye la amenaza de una iniciativa nuclear hacia este y puede favorecer la estrategia de " No utilizar por primera vez ". Las habilidades de un segundo ataque recíproco generalmente llevan a la adopción de una estrategia de defensa de la destrucción mutua asegurada, aunque una de las dos partes puede tener incluso una capacidad de respuesta mínimamente disuasiva.
La posibilidad de lanzar un segundo ataque también puede reforzarse con la implementación de mecanismos letales. Estos mecanismos, que garantizan una respuesta automática e inmediata a los ataques del enemigo, en realidad crean un límite, con ciertas consecuencias en caso de una infracción. Un límite que no debe superarse podría ser, por ejemplo, no solo el ataque directo a una nación con armas nucleares sino también a su aliado. En este caso, si un estado rival ataca a la nación en cuestión, se desencadenarán consecuencias predeterminadas que podrían incluir una amplia gama de respuestas, incluido un segundo ataque nuclear.

## Implementación
El objetivo principal de implementar la capacidad de realizar un segundo ataque nuclear es evitar que el primer ataque de un atacante destruya totalmente su arsenal nuclear. Una vez que se logra este objetivo, una nación puede ser capaz de tomar represalias después de sufrir el primer ataque. Para garantizar mejor el éxito de un segundo ataque, tanto los Estados Unidos como otras naciones han diversificado su arsenal, equipándose con la llamada "tríada nuclear", es decir, misiles desde tierra, misiles lanzados por submarinos y bombas nucleares lanzadas desde aviones.
Las armas tradicionalmente utilizadas como método para garantizar la posibilidad de represalias nucleares son los misiles balísticos lanzados por submarinos.(SLBM), sin embargo, también deben contar con el respaldo de un sistema que les permita saber quién es el atacante. Este último se indica como el mayor límite en la estrategia de uso de SLBM, dado que, en el caso de que la nación equivocada se vea afectada, podría haber una peligrosa ampliación del conflicto. Sin embargo, la implementación de un mecanismo de represalia es necesaria para convencer al adversario del hecho de que una iniciativa nuclear llevaría a un costo muy alto incluso para él mismo, y las diferentes naciones con un arsenal nuclear han desarrollado diferentes sistemas de lanzamiento pensando en ellos. para los diferentes posibles escenarios de ataque, por ejemplo, desplazando los sistemas terrestres en diferentes partes de su territorio,
Una estrategia de represalia nuclear es la del lanzamiento en alarma, implementado durante la guerra fría entre el bloque este y oeste . En este caso, además de la tríada nuclear, los Estados también tienen un sistema de alarma que detecta la llegada de misiles nucleares y, por lo tanto, les da la posibilidad de elegir si lanzar un segundo ataque de represalia antes de que los misiles enemigos hayan alcanzado sus objetivos. La implementación de tal sistema es un medio adicional para aumentar las posibilidades de lanzar un segundo ataque nuclear y, por lo tanto, en teoría, esto también debería ayudar a hacer que el enemigo desista de una iniciativa nuclear.
Debido a la baja precisión de los primeros misiles balísticos intercontinentales. es decir, su altos errores circulares, especialmente los lanzados por submarinos, el segundo ataque nuclear fue inicialmente destinado solo contra objetivos muy grandes e indefensos, es decir, contra las ciudades, mientras que hoy, con la última generación de misiles, teóricamente sería posible lanzar un segundo ataque nuclear, incluso solo contra la infraestructura militar del enemigo.

### Perimetr-PTS
El Perimetr- PTS, también conocido en Rusia como мертвая рука (que significa "mano muerta"), es un sistema ruso de disuasión nuclear desarrollado para lanzar automáticamente misiles balísticos como un ataque de represalia en caso de que el sistema de comando y control ruso sea destruido en un ataque sorpresa.
El desarrollo de Perimetr-PTS se remonta a 1974, como una respuesta soviética al temor a los devastadores ataques nucleares que podrían haber sido lanzados por submarinos estadounidenses. El sistema comenzó a funcionar en enero de 1985, con silos de lanzamiento para misiles MR-UR-100 (también conocidos como SS-17) presentes en Vypolzovo (Yedrovo) y Kostroma, respectivamente 150 y 230 kilómetros al noroeste de Moscú . El sistema se construyó con múltiples niveles de redundancia, para superar el caso en el que, durante el ataque inicial, se destruyeran diferentes niveles de comunicación. Se cree que las autorizaciones de lanzamiento se han transmitido en la banda UHF desde transmisores ubicados a gran profundidad. A lo largo de los años, el desarrollo del sistema ha continuado con la implementación del nuevo ICBM RT-2PM2 Topol-M , en diciembre de 1990 y otras mejoras en 1996. Hasta la fecha, no se sabe que el sistema todavía esté en su lugar.
El comando ruso era consciente del hecho de que un sistema automatizado podría haber hecho un lanzamiento accidental y, por esta razón, se incluyeron diferentes niveles de seguridad en el proyecto.
1. El primer lugar, tanto el sistema de conexión Vyuga entre la base de comando nuclear como el nacional, debió haber sido interrumpido el sistema de comunicación dedicado de Kazbek . La pérdida simultánea de ambos sistemas indicaría que la base de comando nacional había sido destruida y el personal del comando político había sido asesinado.
2. En segundo lugar, el personal de Defensa habría tenido que elevar el nivel de amenaza nuclear lo suficientemente alto como para poder enviar una autorización previa para el lanzamiento, acompañada de los códigos de autorización correctos, antes de la pérdida de los sistemas de comunicación. Si esto no se hubiera recibido, los operadores de lanzamiento presentes en los silos debían iniciar el procedimiento automático.
3. En tercer lugar, una compleja red de sensores de la Tierra debería haber registrado aproximadamente 500 explosiones nucleares en objetivos estratégicos, como estaciones de radar, bases de comando y silos de lanzamiento, a través del análisis de las ondas sísmicas producidas por los impactos. A esto se agregó, probablemente, también una red formada por radares de largo alcance y los primeros satélites del programa Oko que deberían haber registrado la llegada de los misiles. Los datos recopilados por los sensores se enviaron instantáneamente a computadoras ubicadas en un búnker antiatómico construido bajo el Monte Jamantau, en los Urales, en el que un software en particular decidió, sobre la base de algoritmos específicos, si Rusia había sido atacada y si se había producido una catástrofe nuclear irreversible, excluyendo así que eran ondas sísmicas provenientes de terremotos naturales. Por lo tanto, es evidente que el Perimetr-PTS no había sido diseñado para responder a pequeños ataques de los aliados de los Estados Unidos de América, como Francia o el Reino Unido, que no hubieran podido completar una guerra total, pero que había sido creado para responder con represalia solo si el ataque había sido de origen estadounidense.[4]

A pesar de la posibilidad de lanzamientos automáticos, el comando nuclear ruso también podría, en caso de un lanzamiento accidental, ordenar que los misiles se autodestruyan durante el vuelo.
Se cree que los submarinos equipados con misiles balísticos intercontinentales nunca han sido incorporados al sistema Perimetr-PTS, debido al riesgo que conllevan los problemas de comunicación.
En noviembre de 2018, Viktor Esin, exjefe del centro de gestión de misiles estratégicos, dijo que el sistema Perimets-PTS aún es completamente funcional y capaz de realizar su tarea.